# General admiral
General-admiral (rusko генера́л-адмира́л) je bil mornariški čin Ruske imperialne mornarice in vojnih mornaric Danske, Nizozemske, Nemčije, Švedske, Španije in Portugalske.
V Ruskem imperiju je bil najvišji čin Ruske imperialne mornarice in ekvivalenten činu feldmaršala v kopenski vojski. To je bil častni naziv in je bil dodeljen samo osebam v vojaški službi, običajno ministrom za vojno mornarico in potomcem Romanovih. Dodeljen je bil šestim plemičem:
- grof Fjodor Matvejevič Apraksin (1708)
- grof Andrej Ivanovič Osterman (1740, odvzet 1741)
- knez Mihail Mihajlovič Golicin mlajši (1756)
- veliki knez Pavel Petrovič (kasneje imperator) (1762)
- veliki knez Konstantin Nikolajevič (1831)
- veliki knez Aleksej Aleksandrovič (1883)

K general-admiralom se včasih prištevata tudi grof Franc Jakovljevič Lefort (1695) in grof Fjodor Aleksejevič Golovin (1700), ki pa sta naziva generala in admirala prejela ločeno.
Grof Ivan Grigorjevič Černišov je leta 1796 prejel naziv general-feldmaršal mornarice, leta 1798 pa je isti naziv prejel Ivan Loginovič Goleniščev-Kutuzov.
Po padcu imperija je bil čin ukinjen. Sodoben ustreznik bi bil lahko čin admiral flote Sovjetske zveze.
Prvi general admiral v zgodovini je bil nizozemski vojskovodja Mavricij Oranski.

## Znanstvena fantastika
V filmu Diktator (2012) ima Aladeen čin admiral generala.